# 神泉苑通
神泉苑通（しんせんえんどおり）は京都市の南北の通りの一つ。北は押小路通から南は蛸薬師通まで。平安京の櫛笥小路に相当する。

## 沿道の主な施設
- 神泉苑（御池東入）
- 西友三条店（三条北西）
- 六角獄舎跡（六角西入）
- 京都市立洛中中学校（蛸薬師）